# یواس‌اس ترپر (ای‌سی‌ام-۹)
یواس‌اس ترپر (ای‌سی‌ام-۹) (به انگلیسی: USS Trapper (ACM-9)) یک کشتی بود که طول آن ۱۸۸ فوت ۲ اینچ (۵۷٫۳۵ متر) بود. این کشتی در سال ۱۹۴۲ ساخته شد.